# Dreamscape (Band)
Dreamscape war eine Progressive-Metal-Band aus München, die seit 1986 bestand und seit Veröffentlichung der letzten CD 2012 nicht mehr aktiv ist.

## Geschichte
Dreamscape wurde 1986 von den Gitarristen Wolfgang Kerinnis und Stefan Gassner gegründet. Nach Änderungen an der Besetzung wurden Sänger Tobi Zoltan, Schlagzeuger Andreas Angerer und Bassist Benno Schmidtler als feste Mitglieder gefunden. Nach langer Vorbereitungszeit startete Dreamscape mit Live-Auftritten im Jahr 1992. Nach weiteren Änderungen an der Bandbesetzung wurden zwischen 1993 und 1995 drei Demoaufnahmen, Dreamscape, Decisions und Changes veröffentlicht. Danach nahm die Band 1996 im eigenen Studio das erste Album Trance-like State auf, welches 1997 vom Plattenlabel Rising Sun Productions veröffentlicht wurde.
Die Band engagierte nach dem Debütalbum den Keyboarder Jan Vacik, was jedoch zu künstlerischen Differenzen innerhalb der Band führte. Gründungsmitglied Stefan Gassner sowie Schlagzeuger Andreas Angerer verließen Dreamscape und gründeten die Melodic-Rock-Band Dead Men Walking. Die Veröffentlichung eines zweiten Albums verzögerte sich, da der Sänger Tobi Zoltan die Band verließ. Hubi Meisel ersetzte ihn.
Die Band spielte nun viele Konzerte (u. a. mit Vanden Plas, Stratovarius, Elegy, Chroming Rose und King’s X) und ging auf Deutschlandtournee mit Axel Rudi Pell. Nach der Deutschlandtour veröffentlichte Dreamscape 1999 das zweite Album Very, welches auch in Japan erschien.
Im Jahr 2000 verließ Sänger Hubi Meisel die Band wegen musikalischer Differenzen. Er wurde durch den ehemaligen Sänger Tobi Zoltan ersetzt, welcher aber die Band bald wieder verließ. Zwischen 2001 und 2003 gab es weitere Besetzungswechsel, bis schließlich 2004 die CD End of Silence erschien. Im Jahr 2005 erschien die CD Revoiced, 2007 wurde das Line-Up wieder geändert und das Album 5th Season erschien. Zwischen 2007 und 2008 tourte Dreamscape mit Sieges Even, Circus Maximus und Symphony X. Im Jahr 2008 ersetzte Danilo Batdorf den Schlagzeuger Michael Schwager, und die Band unterzeichnete einen Vertrag beim Plattenlabel Silverwolf Productions. Im November 2008 verließ Mischa Mang die Band wegen musikalischer Differenzen.
Das sechste Studioalbum Everlight wurde mit acht Sängern und einer Sängerin, namentlich Eric Ez, Frank Marino, Oliver Hartmann, Nando Fernandez, Arno Menses, Roland Stoll, Herbie Langhans, Mike DiMeo und Dilenya Mar aufgenommen. Es wurde im Februar 2012 veröffentlicht.
Seitdem waren keine Aktivitäten mehr zu verzeichnen, es ist davon auszugehen, dass die Band nicht mehr existiert.

## Stil
Stilistisch war die Band dem Progressive Metal zuzuordnen. Wolfgang Schäfer fielen im Rock Hard eine ganze Reihe übernommener Passagen von Bands derselben Stilrichtung, wie auch anderer Stile, auf. Er ergänzte, dass „[o]bwohl man die Vorbilder akribisch studiert“ habe, die Musiker genug eigene Akzente gesetzt hätten, „um nicht als Copycats durchzugehen“. Sie würden sich „leichtfüßig“ durch die „komplexen Arrangements“ spielen. Thorsten Pöttger kritisierte im Eclipsed die Songwriting-Methode heftiger, indem er schrieb: „Weil es am Song hapert […] dürfte es um Dreamscape bald wieder still werden.“

## Diskografie

### Demoaufnahmen
- 1993: Dreamscape
- 1994: Decisions
- 1995: Changes

### Studioalben
- 1998: Trance-like State
- 1999: Very
- 2004: End of Silence
- 2005: Revoiced
- 2007: 5th Season
- 2012: Everlight